# Bermuda Run
Bermuda Run és una població dels Estats Units a l'estat de Carolina del Nord. Segons el cens del 2000 tenia 1.431 habitants.

## Demografia
Segons el cens del 2000, Bermuda Run tenia 1.431 habitants, 734 habitatges i 497 famílies. La densitat de població era de 418,6 habitants per km².
Dels 734 habitatges en un 10,5% hi vivien nens de menys de 18 anys, en un 64,4% hi vivien parelles casades, en un 2,7% dones solteres, i en un 32,2% no eren unitats familiars. En el 30,1% dels habitatges hi vivien persones soles el 20% de les quals corresponia a persones de 65 anys o més que vivien soles. El nombre mitjà de persones vivint en cada habitatge era d'1,93 i el nombre mitjà de persones que vivien en cada família era de 2,32.
Per edats la població es repartia de la següent manera: un 9,6% tenia menys de 18 anys, un 1,9% entre 18 i 24, un 11,9% entre 25 i 44, un 35,5% de 45 a 60 i un 41% 65 anys o més.
L'edat mediana era de 60 anys. Per cada 100 dones de 18 o més anys hi havia 84,5 homes.
La renda mediana per habitatge era de 84.187 $ i la renda mediana per família de 100.727 $. Els homes tenien una renda mediana de 100.000 $ mentre que les dones 27.350 $. La renda per capita de la població era de 47.765 $. Cap de les famílies i l'1,4% de la població estaven per davall del llindar de pobresa.

## Poblacions més properes
El següent diagrama mostra les poblacions més properes.